# Берта (графиня Руэрга)
Бе́рта (фр. Berthe; умерла между 1063 и 1066) — графиня Руэрга, графиня Керси, маркиза Готии с 1054 года, дочь Гуго Руэргского и его жены Фидес Серданьской.

## Биография
Берта получила в наследство от отца графства Руэрг и Керси. Готия перешла к старшей ветви Тулузского дома ещё при отце Берты Гуго, хотя та титуловала себя маркизой Готии. Её соправителем в Готии был Понс Тулузский. Однако в 1060 году он умер, а его потомки никогда не использовали этот титул, и Берта стала единственной правительницей Готии.
Берта была замужем за графом Оверни Робертом II. Их брак был бездетным.
Берта была последней независимой графиней Руэрга и Керси. Маркизат Готия после её смерти перестал существовать. Ещё после смерти Гуго, отца Берты, графство Руэрг утратило сюзеренитет над соседними виконтствами и графствами (Нарбонна, Альби, Ним, Безье, Юзес, Агд), которые все достались графам Тулузы, а после кончины Берты между 1063 и 1066 годами они (включая Руэрг и Керси) перешли к графу Тулузы Гильому IV.